# We Are Human After All
We Are Human After All er en kortfilm instrueret af Jarl Andreas Sidelmann efter eget manuskript.

## Handling
En tåge breder sig over København. Alle der kommer i kontakt med tågen, fordamper tilsyneladende og bliver til ingenting. En mand sendes til karantænezonen for at undersøge tågen. Her bor en syg kvinde. Hun har valgt at blive tilbage, for hun har alligevel ingenting at leve for. Til gengæld er hun ikke bange for at dø. I karantænezonen møder de hinanden. To tilstedeværelser, to livssyn, der søger efter balance.